# Alfred Mosselman

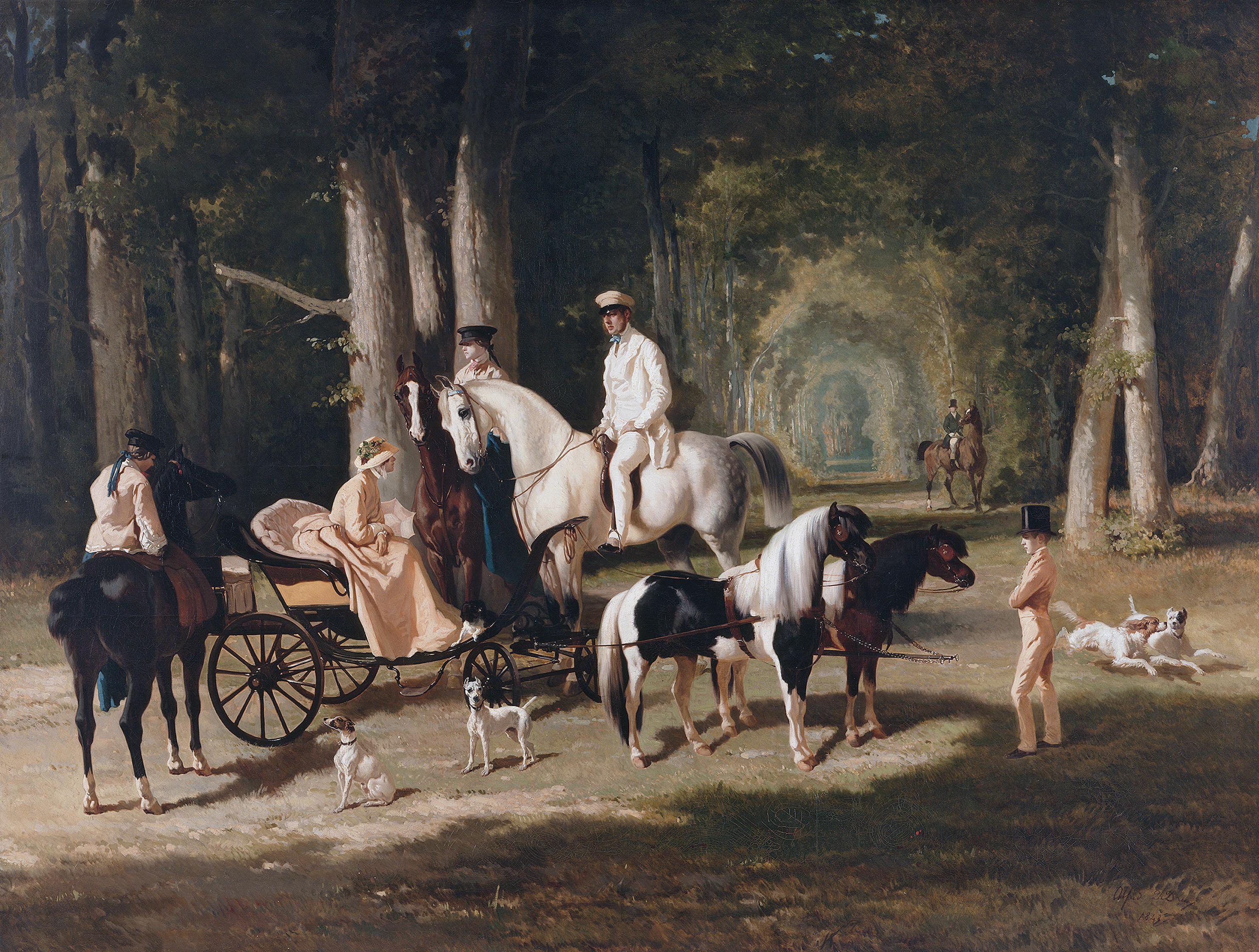
Alfred Mosselman met familie (1810-1867)

François Alfred Mosselman (Parijs, 25 juni 1810 - 10 januari 1867) was een Belgisch-Frans industrieel, mecenas en societyfiguur

## Levensloop
Mosselman was de negende van de elf kinderen van François-Dominique Mosselman en Marie-Louise Tacqué. Hij was maar twee jaar jonger dan Fanny Mosselman, zodat men mag aannemen dat ze in grote mate samen hun jeugd doorbrachten in het Hotel Récamier, de grote en paleisachtige woning met de vele kinderen en de vele bezoekers en activiteiten. Na ingenieursstudies, werd hij, net als zijn broer Emile, attaché bij de Belgische ambassade die geleid werd door zijn schoonbroer Charles Le Hon. Na de vroege dood van zijn broer Emile (1802-1832), was hij degene die het meest de belangen van de familie opvolgde in de schoot van de zinkfabrieken Vieille Montagne.
Daarnaast was hij een societyfiguur. In zijn jeugd behoorde hij tot de Parijse 'jeunesse dorée' die er op los leefde. Onder zijn vrienden bevonden zich Alfred de Musset, Félix Arvers en Alfred Tattet. Hij was een ervaren ruiter, die zijn eigen stoeterij had en, samen met zijn jongere broer, de verstokte vrijgezel en grote ruiter en paardenkweker Hyppolite Mosselman (1816-1873), een van de eerste leden werd van de in 1834 opgerichte exclusieve 'Jockey Club'.
Hij was in 1835 getrouwd met Eugénie Gazzini (1814-1856), dochter van Charlotte Bertani die in 1807 de maîtresse van keizer Napoleon was geweest. Ze hadden vier kinderen:
- Charlotte (1836-1912) trouwde met Eugène Le Hon (1828-1860) de zoon van haar oom en tante Charles Le Hon en Fanny Mosselman.
- Pauline (1839-1864)
- Maurice (1843)
- Maurice-Alfred (1845-1899)

## De industrieel
Nadat zijn veelbelovende broer Emile in 1832 door een koets was omver gereden en aan zijn verwondingen bezweek, was Alfred Mosselman degene die de activiteiten van het familiebedrijf 'Vieille Montagne' van het meest nabij volgde. Als jonge twintiger nam hij de directie op zich van de zinkfabriek in Valcanville en werd hij ook bestuurder van de overkoepelende vennootschap die stilaan de allures van een multinational aannam.
Dit was echter niet zijn enige activiteit en hij interesseerde zich aan een variëteit van projecten in de Normandische departementen Manche en Calvados.
In 1837 nam hij de concessie over van het Kanaal 'de Vire et Taute', dat in 1839 werd ingehuldigd en tot in 1894 goede diensten bewees, nadat het door de erfgenamen van Mosselman in 1870 gratis aan de Staat was afgestaan. In 1838 richtte hij de 'Société des canaux de la Manche' op, die in 1840 het kanaal 'de la Soulle de Coutance' dat uitmondde op Regnéville-sur-Mer kon inhuldigen en de handelsrelaties met Engeland ontwikkelde (transport van hout, granen, steenkool). Een van de eilanden die in Saint-Lô door de Vire omringd zijn, draagt zijn naam. Mosselman organiseerde ook de handel tussen Carentan en Southampton. Naar Engeland vervoerde men eieren, vlees, gevogelte en Normandische specialiteiten en bracht men Noors hout, Indisch katoen en steenkool terug. Carenton dankte aan hem zijn ontwikkeling en bedankte hem met een straatnaam.
De initiatieven en activiteiten van Mosselman in Normandië waren talrijk. Te citeren zijn:
- Een snelle bootdienst tussen Saint-Lô en Carentan (drie uren varen)
- De kanalisatie van de Ouve vanaf Saint-Sauveur-le-Vicomte en van de Vire tot aan Pont-Farcy
- Het bouwen van een spoorweg tussen Carentan en Saint-Lô en het ontwerp van een verbinding tussen Pont-Farcy en Mayenne
- De exploitatie van kalksteengroeven in Meaufle en Cavigny.
- De promotie van de mecanisatie van de landbouw
- De bouw van een fabriek van draineerbuizen, voor irrigatieprojecten (productie in 1859: 500.000 buizen)
- Het uitbouwen van een viskwekerij op de Vire
- Het heropenen van de merkuurmijn in La Chapelle-Enjuger
- De oprichting van de 'Compagnie des lais et relais, canalisations et dessèchements de l’Ouest' (baai van Veys, Mont-Saint-Michel).
- De directie van de zinkfabriek bij Barfleur
- De directie van een katoenspinnerij in Vast
- De oprichting van de 'Compagnie chaufournière de l’Ouest'
- De steenbakkerijen van Porribet in Saint-Fromond (naast draineurbuizen ook baksteen, vuurvaste steen en dakpannen).

Er wordt algemeen aangenomen dat Mosselman een essentiële bijdrage heeft geleverd tot het indijken en inpolderen van waterzieke gronden in Normandië. Hij had het aanleggen van polders eerst bestudeerd in Nederland en België. Vervolgens had hij door de tussenkomst van Morny, de minnaar van zijn zus Fanny, in 1856 de concessie gekregen over de baai van Veys.
Dit alles bracht mee dat Alfred Mosselman in 1846 werd benoemd tot Regent van de Banque de France, functie die hij tot in 1863 behield.

## Minnaar en kunstmecenas

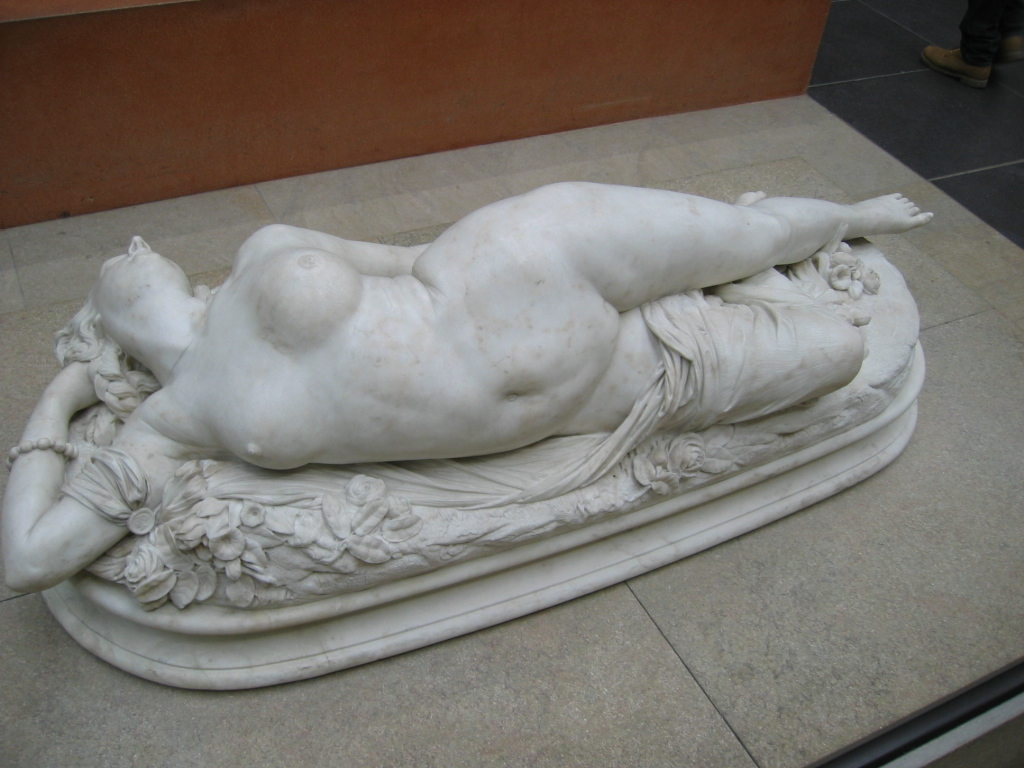
Femme piquée par un serpent door beeldhouwer Auguste Clésinger

Alfred Mosselman heeft zich laten portretteren met vrouw en kinderen door Alfred de Dreux (1810-1860). Dit schitterende doek 'Mr et Mme Alfred Mosselman et leurs filles' uit 1848 (waar trouwens ook de jongens op staan) hangt nu in de 'Petit Palais' in Parijs. De collectie die hij aanlegde werd in 1863 geveild toen Mosselman financiële moeilijkheden had. Vele werken die hem ooit toebehoorden, hangen nu in grote musea. Zo kocht de 'Metropolitan Museum of Art' in New York in 2008 een werk van Eugène Delacroix 'Ovide parmi les Scythes'.
Maar de 'family man' was tevens een stevige vrouwenversierder. Hij had onder meer een zeer lange liefdserelatie (van 1847 tot 1861) met Apollonie Sabatier (1822-1889), bijgenaamd 'La Présidente' en door de Goncourts getypeerd als 'une belle femme un peu canaille'. Hij had haar een mooie woning bezorgd in de Rue Frochot, waar allerhande 'schoon volk' bijeenkwam en aan haar literaire zondagavonddiners een grote reputatie verschafte. Onder de regelmatige gasten bevonden zich onder meer Alfred de Musset, Charles Baudelaire, Théophile Gautier (die haar regelmatig erotische tot pornografische brieven stuurde), Hector Berlioz, Alexandre Dumas, vader en zoon, Eugène Delacroix, enz. Er waren nog heel wat méér beroemdheden die bij haar aan huis kwamen. Onder hen zijn te vermelden: Gérard de Nerval, Nina de Villard, Arsène Houssaye, Gustave Flaubert, Louis Bouilhet, Maxime du Camp, Gustave Ricard, Judith Gautier, de dochter van Theophile, Ernest Feydeau, de vader van Georges Feydeau, Jean-Baptiste Clesinger, Paul de Saint-Victor, Henry Monnier, Victor Hugo, Jean-Louis-Ernest Meissonier, Charles Augustin Sainte-Beuve, Charles Jalabert, Gustave Doré, Ernest Reyer, James Pradier, Auguste Préault, Jules-Amédée Barbey d'Aurevilly en Édouard Manet.
De relatie Mosselman - Sabatier heeft sporen nagelaten in de kunst. Enerzijds is er het wereldberoemde 'L'Atelier du peintre' (1855) van Gustave Courbet, waarop minnaar en minnares tussen vele anderen staan afgebeeld. Het doek hangt nu in het 'Musée d'Orsay'. Anderzijds is er het door hem bij beeldhouwer Clesinger bestelde werk, 'La Femme piquée par un serpent' waarvoor de kunstenaar een moulage maakte van het lichaam van 'la Présidente'. Het werk verwekte schandaal op het Salon van 1847 en bevindt zich thans ook in het 'Musée d'Orsay'.
Baudelaire was een van de trouwe aanwezigen in de 4, Rue Frochot en smachtte vergeefs naar de liefde van Appolonie. Ze inspireerde hem enkele van de mooiste gedichten uit 'Les fleurs du mal', die hij haar eerst vijf jaar lang anoniem toestuurde.
De demi-mondaine Sabatier was zelf niet zonder talent. Als leerlinge van Messonnier was ze zeer goed in het miniatuurtekenen. Ze zong ook uitstekend. Ze was van een verbluffende schoonheid met haar goudbruine haren. In 1861 kwam een einde aan de langdurige verhouding Mosselman - Sabatier. Alfred had een nieuwe en jongere minnares gevonden, die het beroep van antiquair uitoefende. Sabatier weigerde het smartengeld dat Alfred haar aanbood en verkocht de vele kunstwerken die ze had verzameld. Ze had weldra een nieuwe minnaar die in haar onderhoud voorzag, de Engelse aristocraat Sir Richard Wallace (1818-1890), een waarschijnlijk buitenechtelijke zoon van de markies van Hertford. Hij bleef niet alleen bekend als de verzamelaar en schenker van de 'Wallace Collection' maar ook als de schenker van honderd stadsfonteinen op Parijse pleinen, die zijn naam kregen.
De paarden, de vrouwen, sommige industriële tegenslagen en een exhuberante levensstijl nekten uiteindelijk Mosselman en een faillissement kwam in zicht. Het kasteel in Condé-sur-Yton, dat van zijn vrouw was, verkocht hij in 1860 aan zijn zus Fanny. Zijn vermaarde kunstcollectie werd in maart 1863 publiek geveild. Hij was pas zesenvijftig toen hij stierf.